# 毛様体
毛様体(Ciliary body)は、毛様体筋と毛様体突起から構成される目の周りの組織である。水平方向の三角形の形をしており、二層の毛様体上皮に覆われている。この上皮は房水を作る。内層は透明で硝子体を覆い、網膜の神経組織と連続している。外層は色素が多く、網膜色素上皮に連続的に繋がっており、虹彩散大筋の細胞を構成している。この二重膜は、網膜及び胎児の網膜相当の原基と続いているとしばしば考えられている。内膜は、虹彩に達するまで色素を持たない。網膜の端は鋸状縁である。これは、目に栄養を供給する組織層であるブドウ膜管の一部である。ブドウ膜管は、鋸状縁から虹彩の根元まで広がっている。目には、縦方向、放射方向、円形の3組の毛様体筋がある。目の前面近く、水晶体の上下に位置する。チン小帯と呼ばれる結合組織で水晶体に繋がっており、水晶体が網膜上に光の焦点を合わせられるよう形作っている。
毛様体は、動眼神経から副交感神経による神経支配を受ける。

## 機能
毛様体は、順応、房水の生成、チン小帯の維持の3つの機能を持つ。また、水晶体の位置を保持する役割も持っている。毛様体筋が収縮すると、水晶体はより凸状になり、より近い物体に焦点が合うようになる。毛様体筋が弛緩すると、水晶体が平らになり、遠い物体に焦点が合いやすくなる。房水は、水晶体と角膜に必須の栄養を運搬し、これらの老廃物を流す。

## 医学上の重要性
毛様体は、房水の生産に関わっているため、緑内障の治療薬であるアプラクロニジンのターゲットとなる。房水の生産が阻害され、量が減少することで眼圧が低下する。